# پتاسیم کرومات
پتاسیوم کرومات با فرمول شیمیایی (K2CrO4) ترکیبی زرد رنگ است که معمولاً برای شناسایی یون نقره از آن استفاده می شود.